# Bắc Hán
Bắc Hán là một nước trong Thập Quốc trong thời kỳ Ngũ đại Thập quốc trong lịch sử Trung Quốc, tồn tại từ năm 951 – 979. Người thành lập nước này là Lưu Mân (劉旻), trước có tên gọi là Lưu Sùng (劉崇).

## Thành lập
Thời Ngũ Đại, tộc Sa Đà tiến vào cai trị miền bắc Trung Quốc qua các triều đại nhà Hậu Đường, nhà Hậu Tấn và nhà Hậu Hán.
Khi vua Hậu Tấn là Xuất Đế Thạch Trọng Quý bị vua Liêu là Da Luật Đức Quang bắt đi, tướng cũ của Tấn Cao Tổ Thạch Kính Đường là Lưu Tri Viễn ra tay đánh đuổi quân Liêu, lập ra nhà Hậu Hán. Nhưng không đầy 1 năm thì Tri Viễn chết, con thứ là Lưu Thừa Hựu lên thay.
Nhà Hậu Hán ngắn ngủi sụp đổ năm 950 bởi tay tướng người Hán là Quách Uy. Quách Uy lập ra nhà Hậu Chu (950 - 959).
Lúc đó em Lưu Tri Viễn là Lưu Sùng đang trấn thủ Thái Nguyên đã thành lập nước Bắc Hán vào năm 951 với danh nghĩa kế tục nhà Hậu Hán của Tri Viễn. Để có thêm thế lực chống lại nhà Hậu Chu, Lưu Sùng thiết lập quan hệ với nhà Liêu của người Khiết Đan.

## Phạm vi lãnh thổ
Bắc Hán là quốc gia nhỏ bé tại vùng Sơn Tây, thủ đô là Thái Nguyên. Thái Nguyên trước đây từng là nơi phát tích của nhiều triều đại thời Ngũ Đại (Hậu Đường, Hậu Tấn và Hậu Hán) kể từ khi nhà Đường suy yếu vào cuối thế kỷ 9, đầu thế kỷ 10. Bắc Hán giáp ranh giữa hai nước lớn là Liêu và Tống, đồng thời có chung biên giới với vương quốc Tây Hạ sau này.

## Kết thúc
Năm 958, vua Hậu Chu là Thế Tông Sài Vinh mang quân bắc phạt. Lưu Sùng mượn quân Liêu sang cứu. Chu Thế Tông điều quân đánh bại cả liên quân Hán - Liêu. Đang lúc chiến sự thắng lợi thì Chu Thế tông lâm bệnh mất. Quân Hậu Chu phải triệt thoái về Biện Kinh.
Năm sau, tướng Hậu Chu là Triệu Khuông Dận giành lấy ngôi vua từ tay con nhỏ của Thế Tông là Sài Tông Huấn mới 6 tuổi, lập ra nhà Tống.
Năm 976, sau khi cơ bản thống nhất miền nam Trung Quốc, Tống Thái Tổ (Triệu Khuông Dận) qua đời, em là Tống Thái Tông lên thay. Lúc đó trong 10 nước Thập quốc hình thành từ thời Ngũ Đại chỉ còn lại Bắc Hán.
Năm 979, Tống Thái Tông phát động chiến tranh đánh Bắc Hán. Tống Thái Tông một mặt điều binh đánh chính diện vào Thái Nguyên, mặt khác đưa một đạo quân khác áp sát biên giới để ngăn chặn quân Liêu sang cứu. Kết quả quân Bắc Hán nhanh chóng bị đánh bại, quân Tống chiếm được Thái Nguyên. Vua Bắc Hán là Lưu Kế Nguyên đầu hàng.
Nước Bắc Hán chấm dứt, truyền nối được 4 đời, tất cả 29 năm.

## Các vua Bắc Hán
| Miếu hiệu 廟號) | Thuỵ hiệu 諡號)    | Tên riêng              | Thời gian cai trị | Niên hiệu 年號                              |
| --------------- | ------------------ | ---------------------- | ----------------- | ------------------------------------------- |
| Thế Tổ 世祖     | Thần Vũ Đế 神武帝  | Lưu Mân 劉旻, Lưu Sùng | 951-954           | Càn Hựu 乾祐 951-954                        |
| Duệ Tông 睿宗   | Hiếu Hoà Đế 孝和帝 | Lưu Thừa Quân 劉承鈞   | 954-970           | Càn Hữu 乾祐 954-957 Thiên Vận 天會 957-970 |
| Thiếu Chủ 少主  | Không có           | Lưu Kế Ân 劉繼恩       | 970               | Không có                                    |
| Không có        | Anh Vũ Đế 英武帝   | Lưu Kế Nguyên 劉繼元   | 970-979           | Quảng Vận 廣運 970-979                      |

|                                    |                                    |                                    |                                    |                                    |                                    |                                     |                                     |                                     |                                     |                                     |                                     |                                 |                                 |  |  |                                        |                                        |                                        |                                        |                                        |                                        | quá kế (nhận nuôi) |  |            |            |            |            |                                |                                |                                |                                |                                |                                |         |         |                                           |                                           |                                           |                                           |                                           |                                           |       |       |       |       |  |  |  |  |
|                                    |                                    |                                    |                                    |                                    |                                    |                                     |                                     | Hán Hiến Tổ Lưu Điển                |                                     |                                     |                                     |                                 |                                 |  |  |                                        |                                        |                                        |                                        |                                        |                                        |                    |  |            |            |            |            |                                |                                |                                |                                |                                |                                |         |         |                                           |                                           |                                           |                                           |                                           |                                           |       |       |       |       |  |  |  |  |
|                                    |                                    |                                    |                                    |                                    |                                    |                                     |                                     |                                     |                                     |                                     |                                     |                                 |                                 |  |  |                                        |                                        |                                        |                                        |                                        |                                        |                    |  |            |            |            |            |                                |                                |                                |                                |                                |                                |         |         |                                           |                                           |                                           |                                           |                                           |                                           |       |       |       |       |  |  |  |  |
|                                    |                                    |                                    |                                    |                                    |                                    |                                     |                                     |                                     |                                     |                                     |                                     |                                 |                                 |  |  |                                        |                                        |                                        |                                        |                                        |                                        |                    |  |            |            |            |            |                                |                                |                                |                                |                                |                                |         |         |                                           |                                           |                                           |                                           |                                           |                                           |       |       |       |       |  |  |  |  |
| Hậu Hán                            | Hậu Hán                            | Hậu Hán                            | Hậu Hán                            | Hậu Hán                            | Hậu Hán                            |                                     |                                     |                                     |                                     |                                     |                                     |                                 |                                 |  |  | Bắc Hán                                | Bắc Hán                                | Bắc Hán                                | Bắc Hán                                | Bắc Hán                                | Bắc Hán                                |                    |  |            |            |            |            |                                |                                |                                |                                |                                |                                |         |         |                                           |                                           |                                           |                                           |                                           |                                           |       |       |       |       |  |  |  |  |
| Hậu Hán                            | Hậu Hán                            | Hậu Hán                            | Hậu Hán                            | Hậu Hán                            | Hậu Hán                            | Hán Cao Tổ Lưu Tri Viễn 895-947-948 | Hán Cao Tổ Lưu Tri Viễn 895-947-948 | Hán Cao Tổ Lưu Tri Viễn 895-947-948 | Hán Cao Tổ Lưu Tri Viễn 895-947-948 | Hán Cao Tổ Lưu Tri Viễn 895-947-948 | Hán Cao Tổ Lưu Tri Viễn 895-947-948 |                                 |                                 |  |  | Bắc Hán                                | Bắc Hán                                | Bắc Hán                                | Bắc Hán                                | Bắc Hán                                | Bắc Hán                                |                    |  |            |            |            |            | Hán Thế Tổ Lưu Mân 895-951-954 | Hán Thế Tổ Lưu Mân 895-951-954 | Hán Thế Tổ Lưu Mân 895-951-954 | Hán Thế Tổ Lưu Mân 895-951-954 | Hán Thế Tổ Lưu Mân 895-951-954 | Hán Thế Tổ Lưu Mân 895-951-954 |         |         |                                           |                                           |                                           |                                           |                                           |                                           |       |       |       |       |  |  |  |  |
|                                    |                                    |                                    |                                    |                                    |                                    | Hán Cao Tổ Lưu Tri Viễn 895-947-948 | Hán Cao Tổ Lưu Tri Viễn 895-947-948 | Hán Cao Tổ Lưu Tri Viễn 895-947-948 | Hán Cao Tổ Lưu Tri Viễn 895-947-948 | Hán Cao Tổ Lưu Tri Viễn 895-947-948 | Hán Cao Tổ Lưu Tri Viễn 895-947-948 |                                 |                                 |  |  |                                        |                                        |                                        |                                        |                                        |                                        |                    |  |            |            |            |            | Hán Thế Tổ Lưu Mân 895-951-954 | Hán Thế Tổ Lưu Mân 895-951-954 | Hán Thế Tổ Lưu Mân 895-951-954 | Hán Thế Tổ Lưu Mân 895-951-954 | Hán Thế Tổ Lưu Mân 895-951-954 | Hán Thế Tổ Lưu Mân 895-951-954 |         |         |                                           |                                           |                                           |                                           |                                           |                                           |       |       |       |       |  |  |  |  |
|                                    |                                    |                                    |                                    |                                    |                                    |                                     |                                     |                                     |                                     |                                     |                                     |                                 |                                 |  |  |                                        |                                        |                                        |                                        |                                        |                                        |                    |  |            |            |            |            |                                |                                |                                |                                |                                |                                |         |         |                                           |                                           |                                           |                                           |                                           |                                           |       |       |       |       |  |  |  |  |
| Hán Ẩn Đế Lưu Thừa Hựu 929-948-950 | Hán Ẩn Đế Lưu Thừa Hựu 929-948-950 | Hán Ẩn Đế Lưu Thừa Hựu 929-948-950 | Hán Ẩn Đế Lưu Thừa Hựu 929-948-950 | Hán Ẩn Đế Lưu Thừa Hựu 929-948-950 | Hán Ẩn Đế Lưu Thừa Hựu 929-948-950 |                                     |                                     | Tương Âm công Lưu Uân ?-950-951     | Tương Âm công Lưu Uân ?-950-951     | Tương Âm công Lưu Uân ?-950-951     | Tương Âm công Lưu Uân ?-950-951     | Tương Âm công Lưu Uân ?-950-951 | Tương Âm công Lưu Uân ?-950-951 |  |  | Hán Duệ Tông Lưu Thừa Quân 926-954-968 | Hán Duệ Tông Lưu Thừa Quân 926-954-968 | Hán Duệ Tông Lưu Thừa Quân 926-954-968 | Hán Duệ Tông Lưu Thừa Quân 926-954-968 | Hán Duệ Tông Lưu Thừa Quân 926-954-968 | Hán Duệ Tông Lưu Thừa Quân 926-954-968 |                    |  | Tiết Chiêu | Tiết Chiêu | Tiết Chiêu | Tiết Chiêu | Tiết Chiêu                     | Tiết Chiêu                     |                                |                                | Lưu thị                        | Lưu thị                        | Lưu thị | Lưu thị | Lưu thị                                   | Lưu thị                                   |                                           |                                           | Hà Mỗ                                     | Hà Mỗ                                     | Hà Mỗ | Hà Mỗ | Hà Mỗ | Hà Mỗ |  |  |  |  |
| Hán Ẩn Đế Lưu Thừa Hựu 929-948-950 | Hán Ẩn Đế Lưu Thừa Hựu 929-948-950 | Hán Ẩn Đế Lưu Thừa Hựu 929-948-950 | Hán Ẩn Đế Lưu Thừa Hựu 929-948-950 | Hán Ẩn Đế Lưu Thừa Hựu 929-948-950 | Hán Ẩn Đế Lưu Thừa Hựu 929-948-950 |                                     |                                     | Tương Âm công Lưu Uân ?-950-951     | Tương Âm công Lưu Uân ?-950-951     | Tương Âm công Lưu Uân ?-950-951     | Tương Âm công Lưu Uân ?-950-951     | Tương Âm công Lưu Uân ?-950-951 | Tương Âm công Lưu Uân ?-950-951 |  |  | Hán Duệ Tông Lưu Thừa Quân 926-954-968 | Hán Duệ Tông Lưu Thừa Quân 926-954-968 | Hán Duệ Tông Lưu Thừa Quân 926-954-968 | Hán Duệ Tông Lưu Thừa Quân 926-954-968 | Hán Duệ Tông Lưu Thừa Quân 926-954-968 | Hán Duệ Tông Lưu Thừa Quân 926-954-968 |                    |  | Tiết Chiêu | Tiết Chiêu | Tiết Chiêu | Tiết Chiêu | Tiết Chiêu                     | Tiết Chiêu                     |                                |                                | Lưu thị                        | Lưu thị                        | Lưu thị | Lưu thị | Lưu thị                                   | Lưu thị                                   |                                           |                                           | Hà Mỗ                                     | Hà Mỗ                                     | Hà Mỗ | Hà Mỗ | Hà Mỗ | Hà Mỗ |  |  |  |  |
|                                    |                                    |                                    |                                    |                                    |                                    |                                     |                                     |                                     |                                     |                                     |                                     |                                 |                                 |  |  |                                        |                                        |                                        |                                        |                                        |                                        |                    |  |            |            |            |            |                                |                                |                                |                                |                                |                                |         |         |                                           |                                           |                                           |                                           |                                           |                                           |       |       |       |       |  |  |  |  |
|                                    |                                    |                                    |                                    |                                    |                                    |                                     |                                     |                                     |                                     |                                     |                                     |                                 |                                 |  |  |                                        |                                        |                                        |                                        |                                        |                                        |                    |  |            |            |            |            |                                |                                |                                |                                |                                |                                |         |         |                                           |                                           |                                           |                                           |                                           |                                           |       |       |       |       |  |  |  |  |
|                                    |                                    |                                    |                                    |                                    |                                    |                                     |                                     |                                     |                                     |                                     |                                     |                                 |                                 |  |  |                                        |                                        |                                        |                                        |                                        |                                        |                    |  |            |            |            |            | Hán Thiếu Chủ Lưu Kế Ân ?-968  | Hán Thiếu Chủ Lưu Kế Ân ?-968  | Hán Thiếu Chủ Lưu Kế Ân ?-968  | Hán Thiếu Chủ Lưu Kế Ân ?-968  | Hán Thiếu Chủ Lưu Kế Ân ?-968  | Hán Thiếu Chủ Lưu Kế Ân ?-968  |         |         | Bắc Hán Vũ Đế Lưu Kế Nguyên ?-968-979-992 | Bắc Hán Vũ Đế Lưu Kế Nguyên ?-968-979-992 | Bắc Hán Vũ Đế Lưu Kế Nguyên ?-968-979-992 | Bắc Hán Vũ Đế Lưu Kế Nguyên ?-968-979-992 | Bắc Hán Vũ Đế Lưu Kế Nguyên ?-968-979-992 | Bắc Hán Vũ Đế Lưu Kế Nguyên ?-968-979-992 |       |       |       |       |  |  |  |  |